# Pårtejekna
Pårtejekna är en glaciär i Pårtemassivet i Sareks nationalpark och är den största av Sareks cirka 100 glaciärer
. Pårtejekna anses av Tore Abrahamsson vara en av de säkraste glaciärerna att beträda i Sarekområdet. Spricksystem förekommer dock i närheten av de övre bergsväggarna. I de mittre och nedre delarna förekommer glaciärbrunnar, djupa hål i isen, som är särskilt förrädiska om de är snötäckta.
Glaciären blir ca 15 meter kortare för varje år och under perioden 1963–2008 förlorade den i genomsnitt en volym av 5 miljoner kubikmeter per år, drygt en halv procent per år.

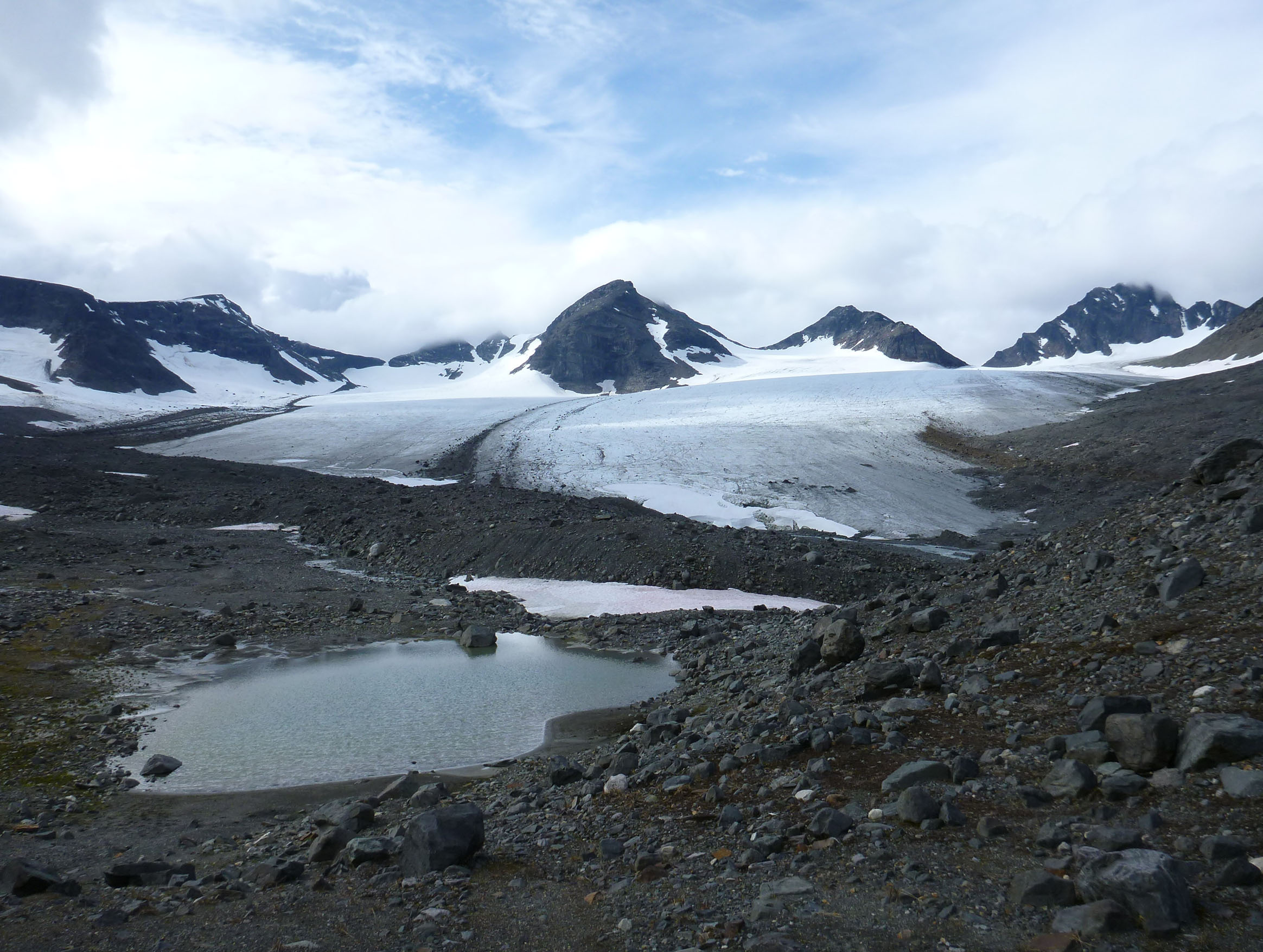
Pårtejekna i Pårtemassivet

### Notiser
1. 1 2 3   Holmlund, Per (2012). Glaciärer. Gnistrande smycken som ännu pryder våra svenska fjäll
2. 1 2   Holmlund, Per; Jansson, Peter (2002). Glaciologi